# Patricio Pernicone
Patricio Ezequiel Pernicone (San Antonio de Padua, 4 luglio 2001) è un calciatore argentino, difensore del Vélez Sarsfield.

## Caratteristiche tecniche
È un difensore centrale.

## Carriera
Pernicone è cresciuto nel settore giovanile del Vélez Sarsfield, con cui ha firmato il primo contratto professionistico il 22 dicembre 2022. Ha debuttato in prima squadra il 29 aprile 2023 nell'incontro di Primera División pareggiato 0-0 contro il San Lorenzo.

## Statistiche

### Presenze e reti nei club
Statistiche aggiornate al 2 marzo 2025.
| Stagione        | Squadra         | Campionato      | Campionato | Campionato | Coppe nazionali | Coppe nazionali | Coppe nazionali | Coppe continentali | Coppe continentali | Coppe continentali | Altre coppe | Altre coppe | Altre coppe | Totale | Totale | Totale |
| Stagione        | Squadra         | Comp            | Pres       | Reti       | Comp            | Pres            | Reti            | Comp               | Pres               | Reti               | Comp        | Pres        | Reti        | Pres   | Reti   |        |
| --------------- | --------------- | --------------- | ---------- | ---------- | --------------- | --------------- | --------------- | ------------------ | ------------------ | ------------------ | ----------- | ----------- | ----------- | ------ | ------ | ------ |
| 2023            | Vélez Sarsfield | PD              | 2          | 0          | CA+CdL          | 0               | 0               | -                  | -                  | -                  | -           | -           | -           | 2      | 0      |        |
| 2024            | Vélez Sarsfield | PD              | 9          | 0          | CA+CdL          | 3+0             | 0               | -                  | -                  | -                  | TC          | 0           | 0           | 12     | 0      |        |
| 2025            | Vélez Sarsfield | PD              | 3          | 0          | CA              | 0               | 0               | CL                 | 0                  | 0                  | SA          | 0           | 0           | 3      | 0      |        |
| Totale carriera | Totale carriera | Totale carriera | 14         | 0          |                 | 3               | 0               |                    | 0                  | 0                  |             | 0           | 0           | 17     | 0      |        |

## Palmarès
- Campionato argentino: 1

Velez: 2024